# الأحقري (إب)

تعديل مصدري - تعديل

الأحقري هي إحدى قرى عزلة جبل معود بمديرية إب التابعة لمحافظة إب، بلغ تعداد سكانها 420 نسمة حسب تعداد اليمن لعام 2004.